# 브레다 조약 (1667년)

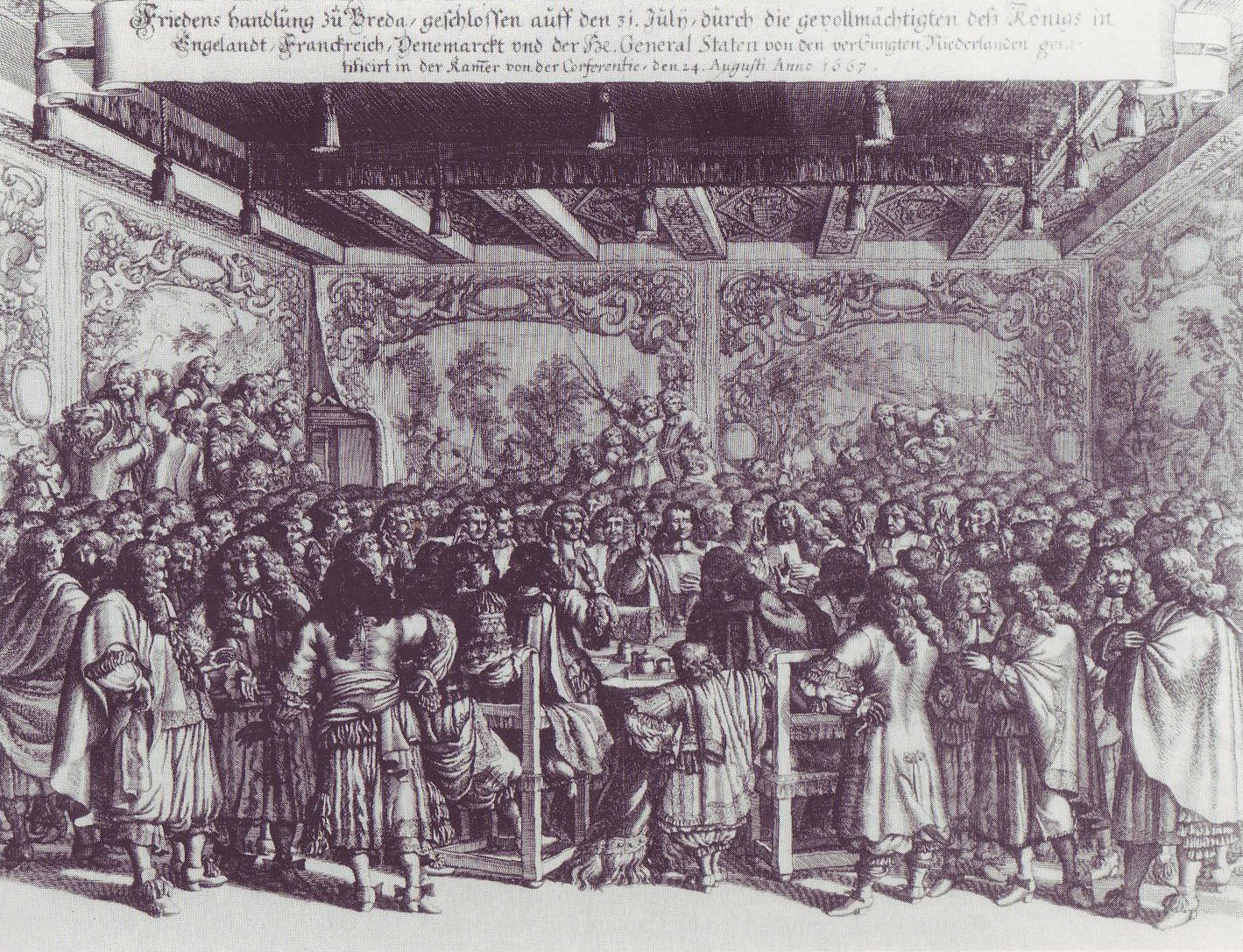

브레다 조약(Treaty of Breda)은 제2차 영국·네덜란드 전쟁의 결과로 맺은 조약이다. 1667년 7월 31일 체결되었다.
주요내용은 다음과 같다.
1. 양국의 영토는 대략 현상태를 유지한다.
2. 영국은 뉴암스테르담(오늘의 뉴욕)을 얻고, 네덜란드는 수리남을 확보한다.
3. 항해조례(航海條例)를 수정하고 1662년 통상조약을 재확인한다.

동시에 영국과 프랑스 간에도 조약이 체결되어, 영국은 아카디를 프랑스에 양도하고 서인도 제국의 영토를 얻었다.